# Psilaster attenuatus
Psilaster attenuatus är en sjöstjärneart som beskrevs av Fisher 1906. Psilaster attenuatus ingår i släktet Psilaster och familjen kamsjöstjärnor. Inga underarter finns listade i Catalogue of Life.